# Auditore
Auditore (L'Auditór in dialetto gallo-piceno) è un municipio di 1 516 abitanti del comune di Sassocorvaro Auditore, in provincia di Pesaro e Urbino nelle Marche.
Fino al 31 dicembre 2018 ha costituito un comune autonomo, che confinava con i comuni di Gemmano (RN), Mercatino Conca, Montefiore Conca (RN), Sassocorvaro, Tavoleto, Urbino.

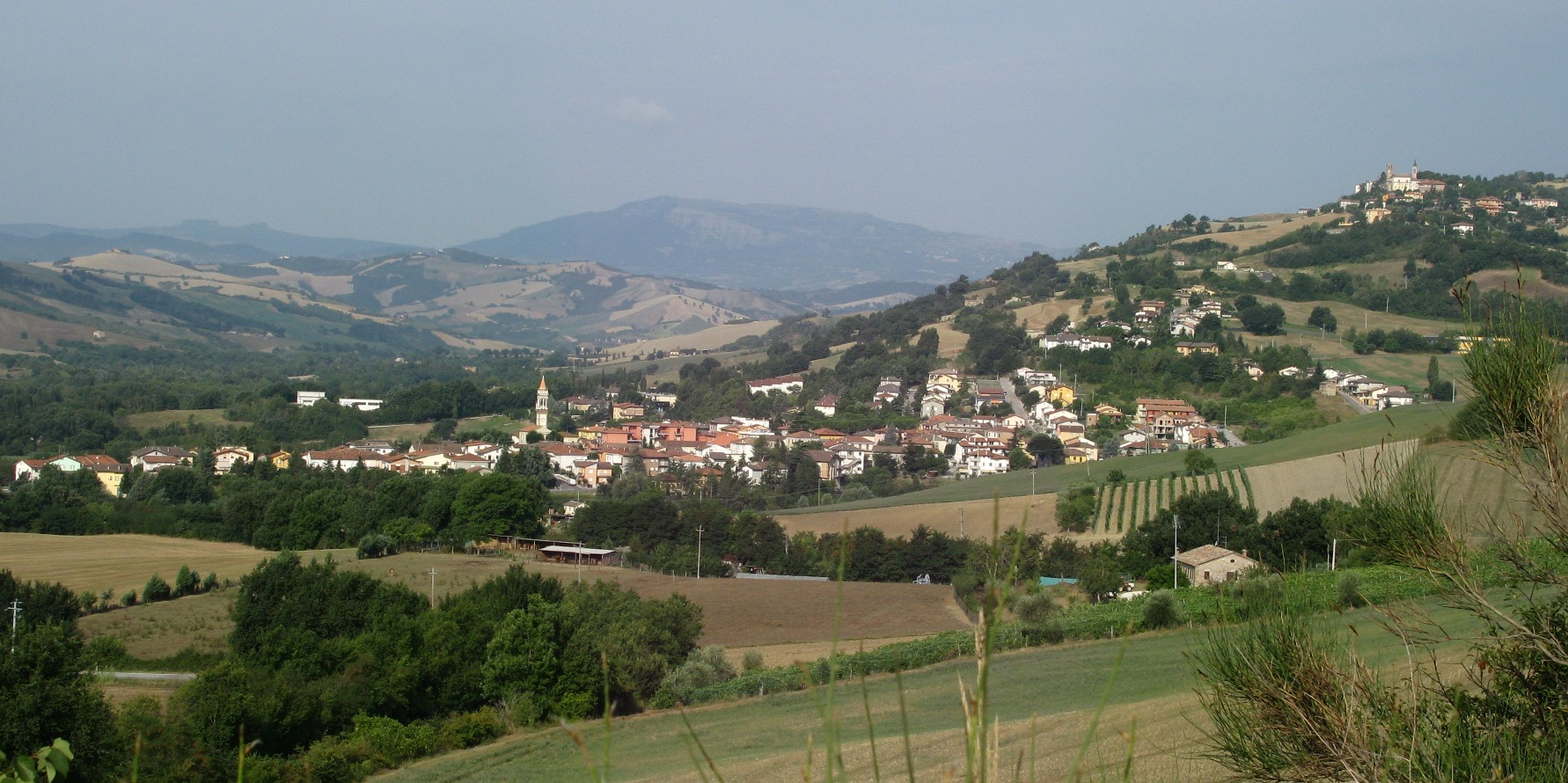
Panorama di Casinina

## Geografia fisica
Il territorio municipale fa parte di quel settore basso-collinare e poco distante dalla costa che nelle Marche pesaresi interne e Romagna meridionale è caratterizzato da condizioni climatiche di tipo più mediterraneo rispetto alle retrostanti aree subappenniniche, come risulta anche dalla presenza, nella flora spontanea, di alcune piante mediterranee che mancano nelle aree interne affini per costruzione litologica. Il paesaggio è caratterizzato dalla presenza di forme dolci, con basse colline arrotondate intercalate da ampi avvallamenti, anche se talora non mancano aspri rilievi dovuti all'alternanza di substrati argillosi e arenacei.
Il territorio municipale comprende un'exclave, identificabile nella frazione di Castelnuovo.

## Storia
I primi abitanti della zona erano probabilmente in gran parte di origine gallica, ricadendo l'area nella Regione romana denominata Umbria et Ager Gallicus che comprendeva parti delle odierne Umbria, Romagna e Marche a nord del fiume Esino. Essi hanno lasciato un sostrato antropico e reperti (corredi ceramici domestici) da riferirsi al periodo compreso tra VI e IV sec. a.C. Dopo la battaglia del Sentino nel 295 a.C., l'apertura della via Flaminia (220 a.C.) e l'inizio della colonizzazione romana con la fondazione delle colonie di Ariminum (Rimini) nel 268 a.C. e Pisaurum (Pesaro) nel 184 a.C. diede il via alla romanizzazione della vallata del fiume Foglia le cui tracce sono visibili nei campi intorno ad Auditore. 
Il borgo, anticamente Lauditorio, sorse come castello riminese e nel sec. XII fu amministrato dai conti Ridolfi, in qualità di delegati di Rimini. Nel Quattrocento, Pio II, per l'appoggio ricevuto nella lotta contro i Malatesta, lo unì al Ducato di Urbino, del quale seguì poi le vicende storiche.
Auditore è un paese di confine, tra Marche e Romagna, tra Pesaro e Urbino e Rimini che, come gli altri territori delle vallate del Foglia e Conca ha un saldo punto di riferimento socioeconomico e culturale non solo in Pesaro e nel Montefeltro ma anche nelle vicine città romagnole. Il municipio è, non a caso, parte della Diocesi di Rimini e la lingua locale è una variante dialettale pesarese-urbinate della lingua romagnola così come anche riconosciuto da uno studio CNR.
In seguito a referendum popolare del 2 dicembre 2018, si è avviata la procedura di unificazione al comune di Sassocorvaro. Il 1º gennaio 2019 è stato istituito il comune di Sassocorvaro Auditore.

### Simboli
Lo stemma e il gonfalone del comune di Auditore erano stati concessi con DPR del 4 dicembre 1954.
Il gonfalone era un drappo partito di bianco e di rosso.

## Monumenti e luoghi d'interesse
Il borgo storico di Auditore comprende il castello con la torre civica (XV secolo), la chiesa dello Santo Spirito e il santuario dei 12 Apostoli, custode della statua di San Nicola patrono della città. Poco fuori le mura sorge piazza Dante Alighieri, con il suo belvedere. Sono presenti anche il Monumento ai caduti della I e II guerra mondiale e l'Anfiteatro.
Nella frazione di Casinina sono presenti, oltre al Santuario di Santa Rita, l'importante museo della Linea Gotica.

Territorio dell'ex-comune di Auditore nella provincia di Pesaro e Urbino

## Società

### Evoluzione demografica
Abitanti censiti

### Etnie e minoranze straniere
Secondo i dati ISTAT al 1º gennaio 2019 la popolazione straniera residente era di 149 persone e rappresentava il 9,8% della popolazione residente. Le comunità straniere più numerose (con percentuale sul totale della popolazione straniera) erano:
1. Marocco, 43 (28,86%)
2. Albania, 15 (10,07%)
3. Nigeria, 14 (9,40%)
4. Romania, 14 (9,40%)
5. Filippine, 13 (8,72%)
6. Moldavia, 12 (8,05%)

## Amministrazione
| Periodo          | Periodo          | Primo cittadino   | Partito                                                       | Carica                  | Note   |
| ---------------- | ---------------- | ----------------- | ------------------------------------------------------------- | ----------------------- | ------ |
| 1º dicembre 1986 | 23 maggio 1990   | Lucio Venerucci   | Partito Comunista Italiano                                    | Sindaco                 | [ 12 ] |
| 24 maggio 1990   | 23 aprile 1995   | Lucio Venerucci   | Partito Comunista Italiano Partito Democratico della Sinistra | Sindaco                 | [ 12 ] |
| 24 aprile 1995   | 13 giugno 1999   | Luisella Carloni  | Centro-sinistra                                               | Sindaco                 | [ 12 ] |
| 14 giugno 1999   | 13 giugno 2004   | Luisella Carloni  | Centro-sinistra                                               | Sindaco                 | [ 12 ] |
| 14 giugno 2004   | 7 giugno 2009    | Rosa Bruna Stella | Centro-sinistra                                               | Sindaco                 | [ 12 ] |
| 8 giugno 2009    | 30 gennaio 2013  | Paolo Venerucci   | Cittadini uniti per rinnovare                                 | Sindaco                 | [ 12 ] |
| 31 gennaio 2013  | 26 maggio 2013   | Silvia Montagna   |                                                               | Commissario prefettizio | [ 12 ] |
| 27 maggio 2013   | 10 giugno 2018   | Giuseppe Zito     | Amica per Auditore                                            | Sindaco                 | [ 12 ] |
| 11 giugno 2018   | 31 dicembre 2018 | Giuseppe Zito     | Amica per Auditore                                            | Sindaco                 | [ 12 ] |

## Sport

### Calcio a 11
La squadra di calcio A.S.D. Casinina, milita in seconda categoria.